# Jervis Inlet
Pour les articles homonymes, voir Jervis.
Jervis Inlet (également appelé en français : baie, anse ou passage Jervis) est l'un des principaux bras de mer qui découpent la côte de la Colombie-Britannique au Canada. Situé à environ 95 km au nord-ouest de la ville de Vancouver, il s'étend sur 90 kilomètres depuis son embouchure au sud dans le détroit Malaspina (à proximité de l'île Texada) qui rejoint le détroit de Géorgie (océan Pacifique), jusqu'à son extrémité nord où débouche le fleuve Skwakwa.

## Géographie

### Description et dimensions
La baie a globalement une orientation nord-sud (avec son embouchure au sud), mais elle suit en fait un tracé très anguleux, caractéristique des fjords de la région.
La partie la plus au nord est constituée de deux tronçons qui forment un angle droit dont le premier côté est appelé Queens Reach tandis que le suivant est appelé Princess Royal Reach. Ces deux tronçons atteignent ensemble une longueur de vingt kilomètres. Le cap, sur la rive ouest, situé face à l'endroit où se rejoignent ces deux tronçons est appelé Patrick Point, à cet endroit la profondeur atteint 219 mètres.

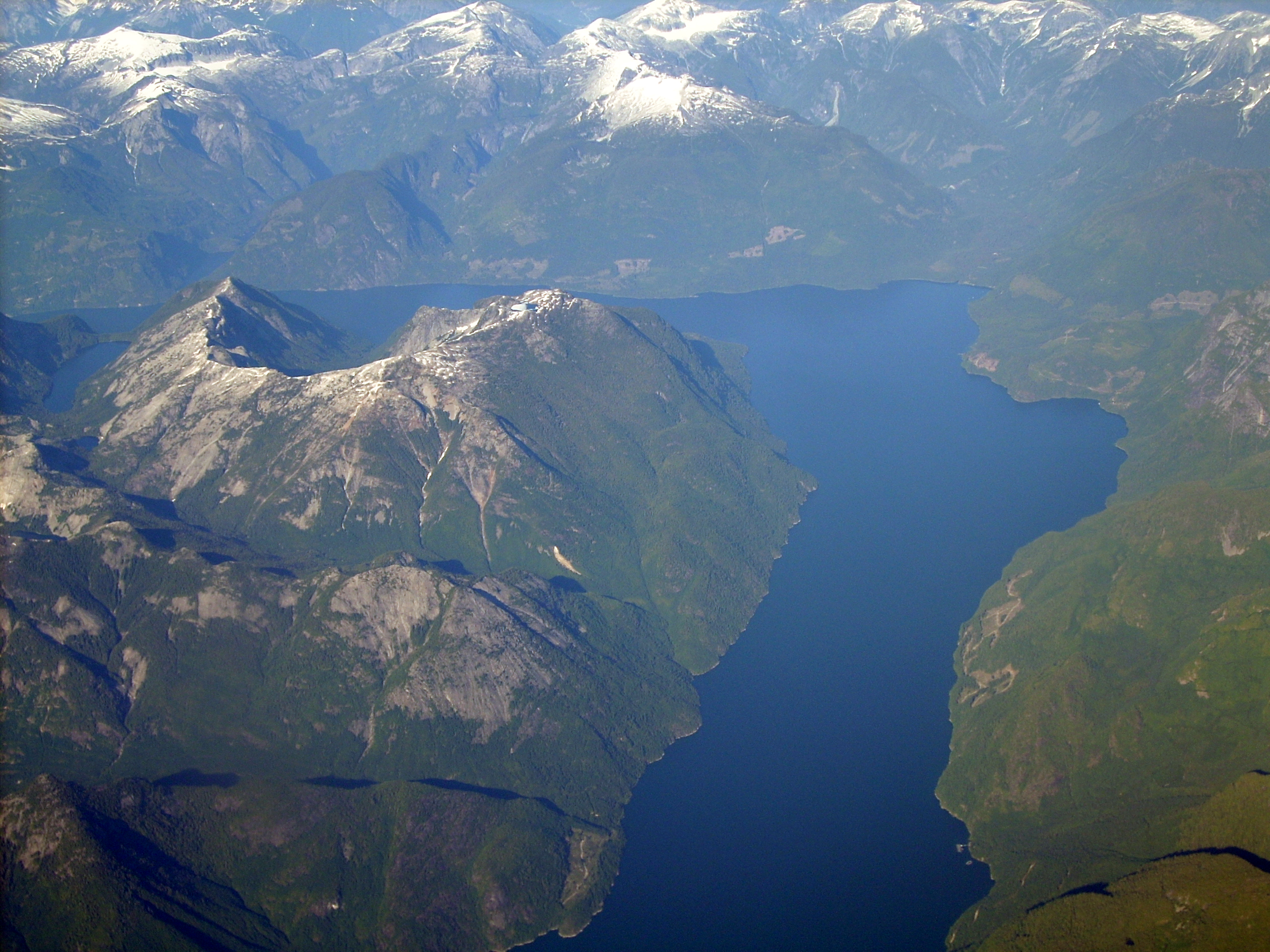
Vue aérienne de la baie Jervis à la hauteur de Patrick Point

Un petit bras de mer peu profond, appelé Princess Louisa Inlet, débouche sur la rive est de Queens Reach. Sa profondeur moyenne est de six mètres. C'est le cours d'eau le plus fréquenté de la région. Il abrite le Malibu Club, un camp de jeunesse scolaire, et c'est une destination importante pour les voyages de loisirs nautiques notamment à son extrémité amont où se situent le parc provincial maritime Princess Louisa (en anglais : Princess Louisa Marine Provincial Park) et les chutes Chatterbox Falls qui sont très populaires. 
En continuant vers le sud, le troisième tronçon est appelé Prince of Wales Reach. Une crique débouche à l'ouest de l'extrémité sud de ce bras, il s'agit de la baie Hotham (en anglais : Hotham Sound), à cet endroit se trouve également la petite baie St Vincent.
C'est dans cette zone que l'on trouve les profondeurs les plus importantes (jusqu'à 670 mètres).
Le tracé de la baie contourne ensuite les îles Nelson et Hardy par l'ouest pour rejoindre le détroit Malaspina, la branche à l'est de Nelson prenant le nom de détroit Agamemnon (en anglais : Agamemenon Channel). À son embouchure, la baie atteint une profondeur de 240 mètres.
À l'embouchure de la baie Jervis un traversier (ferry), exploité par la société BC Ferries, relie Earls Cove sur la partie nord de la péninsule Sechelt (portion sud de la Sunshine Coast, appelée Lower Sunshine Coast), avec Saltery Bay sur la partie sud de la péninsule Malaspina (portion nord de la Sunshine Coast, appelée Upper Sunshine Coast).

### Hydrologie

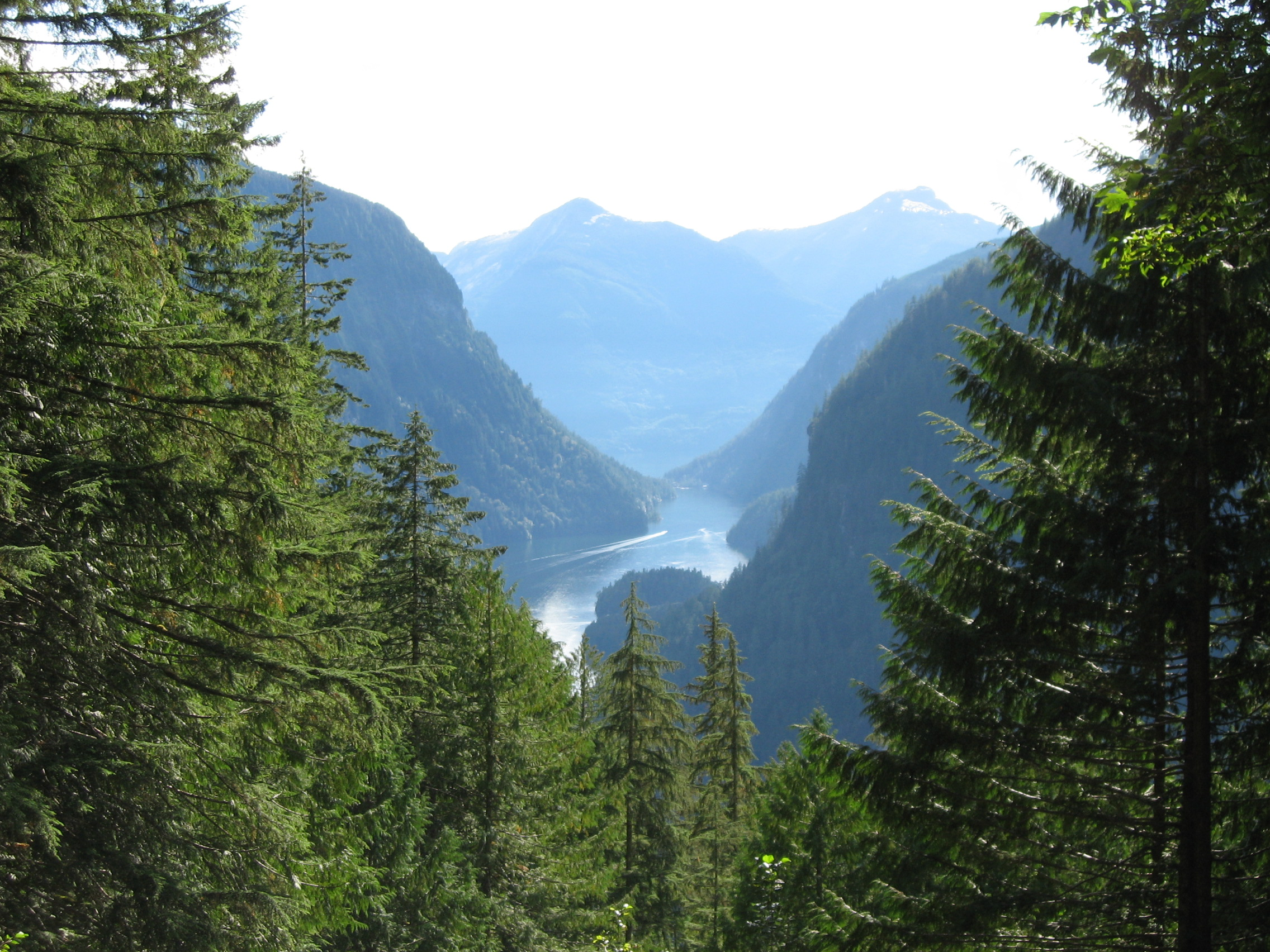
Les paysages de Princess Louisa Inlet dans la baie Jervis

Contrairement aux autres bras de mer de la région, la baie Jervis n'est pas alimentée par un cours d'eau principal à son extrémité amont. En revanche, ce sont plusieurs petits cours d'eau qui se déversent tout au long du tracé de Jervis.

## Toponymes
La baie Jervis a été nommée ainsi par le capitaine George Vancouver en 1792, en hommage à l'amiral britannique John Jervis, 1er comte de Saint-Vincent.
Le toponyme Jervis est prononcé « JAR-vis » en Colombie-Britannique, rappel de l'héritage britannique dans cette province, alors que la prononciation « JUR-vis » est plus répandue dans le reste de l'Amérique du Nord.
Le toponyme Queens Reach fait référence à la reine Victoria, Princess Royal Reach à sa fille aînée, tandis que Princess Louisa Inlet ferait référence à sa mère, la princesse Victoire de Saxe-Cobourg-Saalfeld, dont le nom de naissance était « Mary Louise Victoria » .

## Population

### Premières nations
Avant l'arrivée des Européens, les rives de la baie Jervis étaient habitées par les indiens Sechelt (dont le nom est désormais transcrit localement sous la forme Shishalh). Leur langue d'origine fait partie des langues salish (branche salish de la côte).

### Exploration de Vancouver
Le 16 juin 1792, l'expédition de George Vancouver arrive dans la baie Francis, à l'entrée de Jervis. Le lendemain, Vancouver explore le bras de mer jusqu'à son extrémité nord, mais il n'entre pas dans la branche Princess Louisa à cause des rapides Malibu. Il arrêtera son embarcation dans une petite baie, située vers le centre de Jervis, qui sera nommée «  baie Vancouver  » par le capitaine George Henry Richards durant son voyage d'étude de 1860.

## Galerie

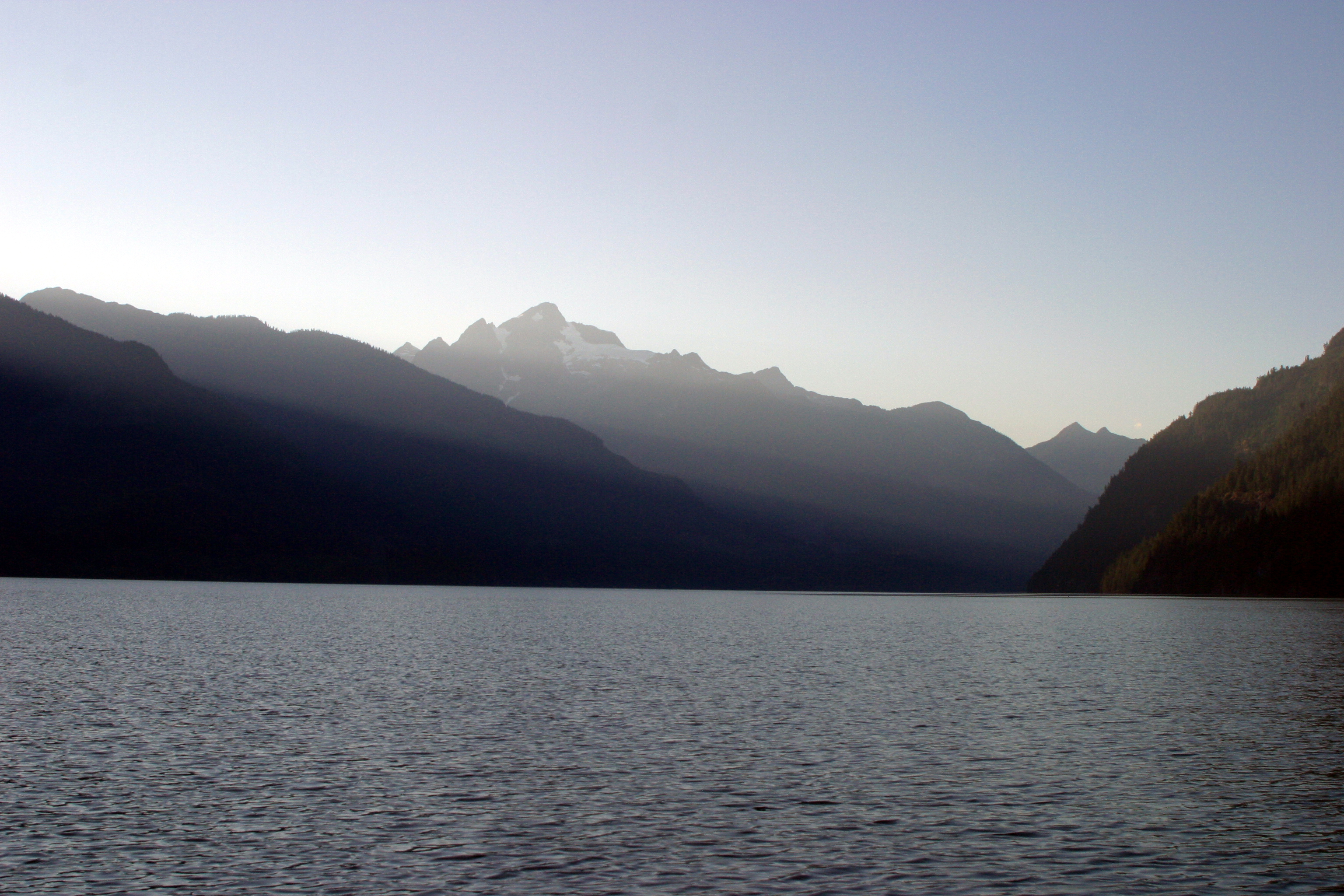
lekw'emin
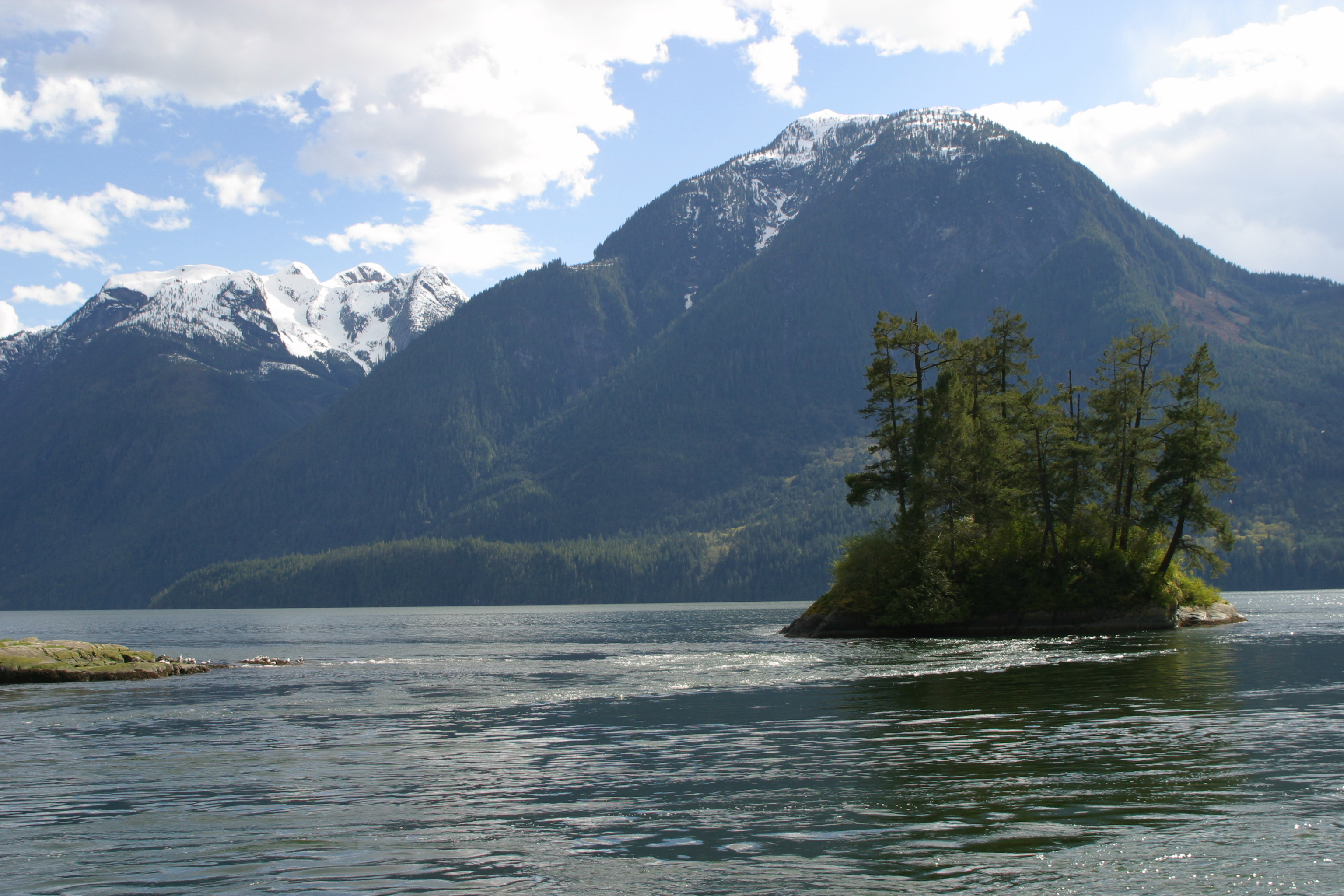
Mount Arthur und Mount Frederick William
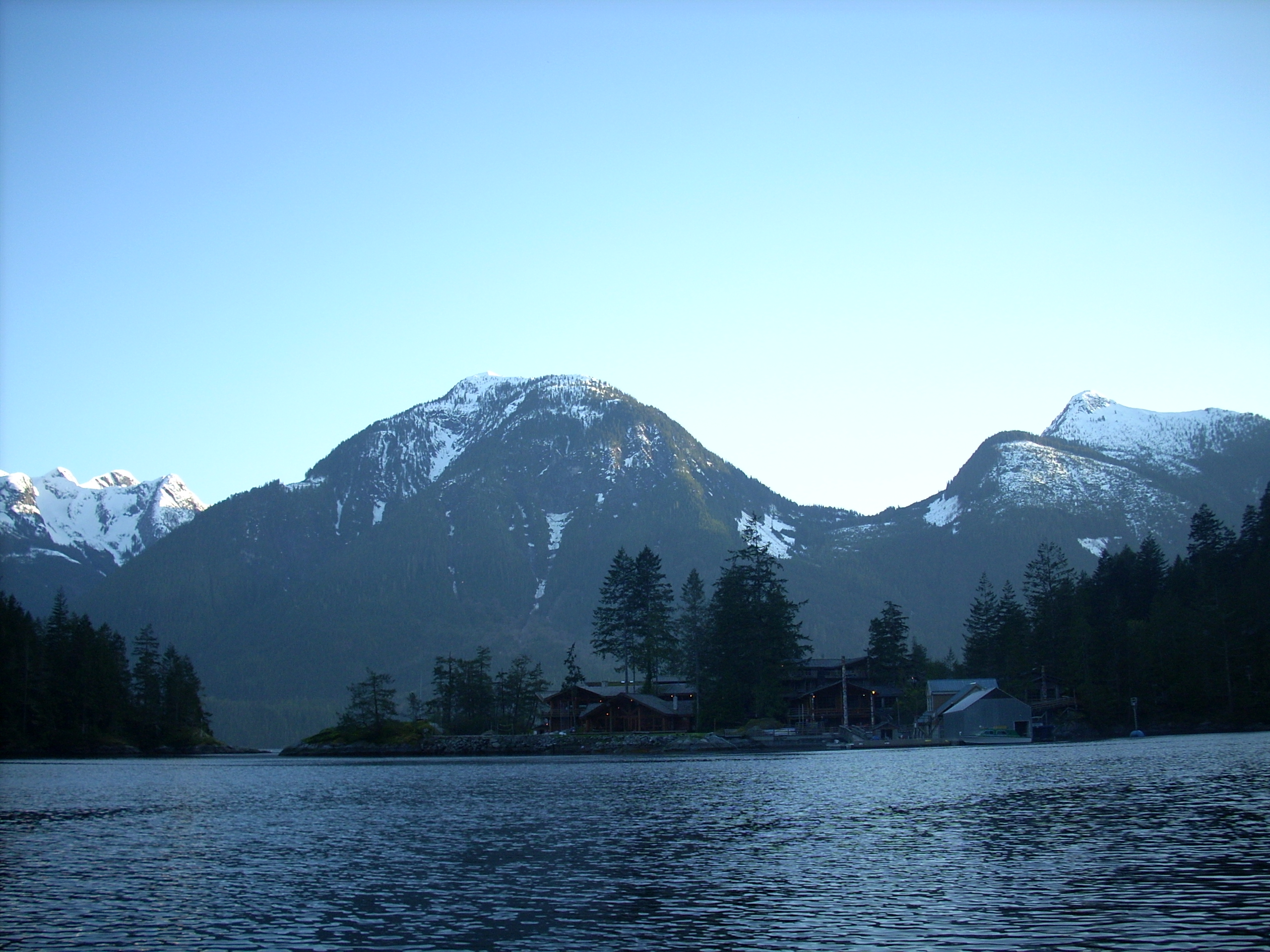
Mount Arthur
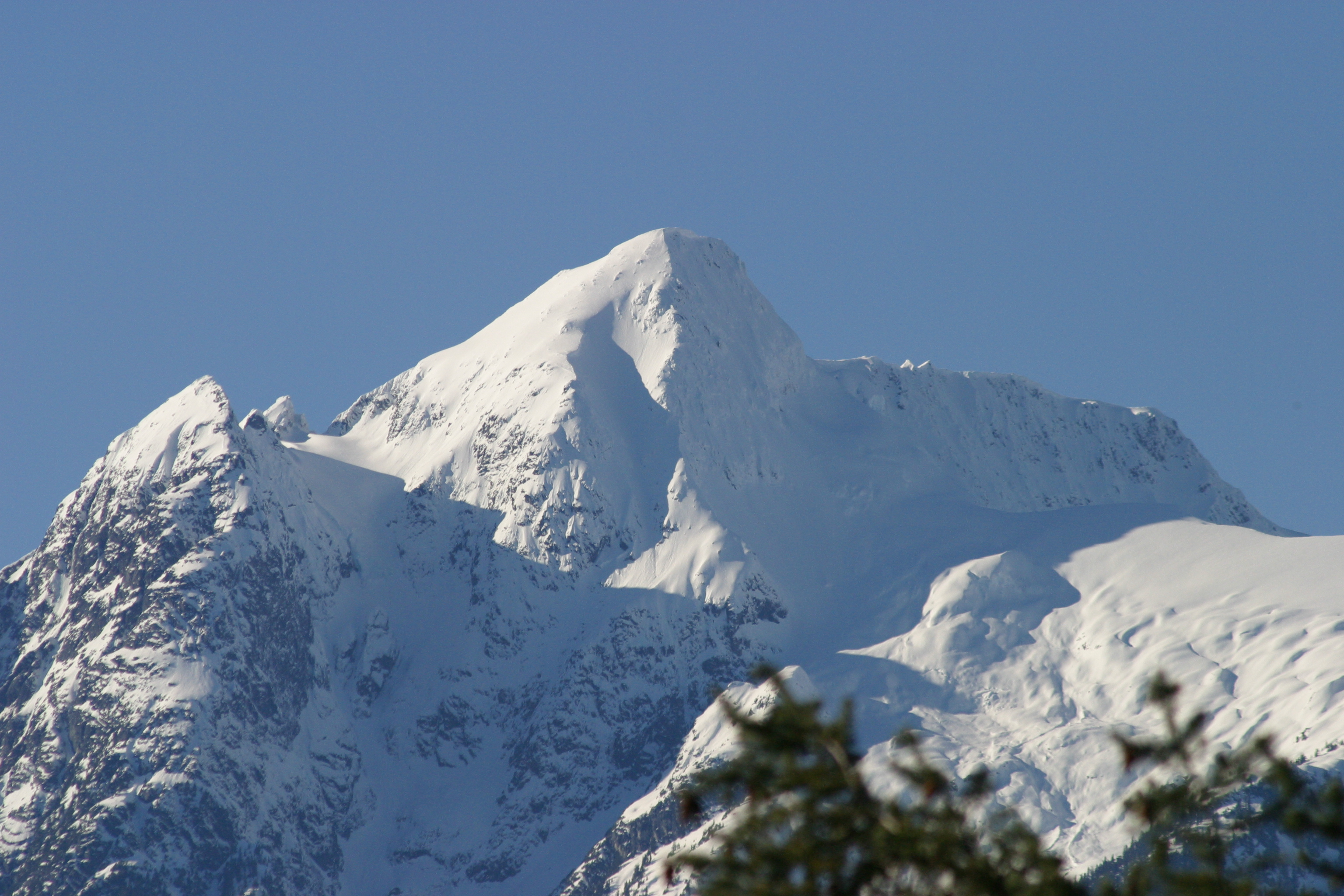
Mount Alfred